# Спелтер (Західна Вірджинія)
Спелтер (англ. Spelter) — переписна місцевість (CDP) в США, в окрузі Гаррісон штату Західна Вірджинія. Населення — 244 особи (2020).

## Географія
Спелтер розташований за координатами 39°20′35″ пн. ш. 80°18′59″ зх. д. / 39.34306° пн. ш. 80.31639° зх. д. (39.343177, -80.316362).  За даними Бюро перепису населення США в 2010 році переписна місцевість мала площу 1,28 км², уся площа — суходіл.

## Демографія
Згідно з переписом 2010 року, у переписній місцевості мешкало 346 осіб у 141 домогосподарстві у складі 96 родин. Густота населення становила 270 осіб/км².  Було 152 помешкання (119/км²).
Расовий склад населення:
| - 99,1 % — білих - 0,3 % — чорних або афроамериканців - 0,3 % — азіатів |

До двох чи більше рас належало 0,3 %. Частка іспаномовних становила 3,5 % від усіх жителів.
За віковим діапазоном населення розподілялося таким чином: 20,8 % — особи молодші 18 років, 59,5 % — особи у віці 18—64 років, 19,7 % — особи у віці 65 років та старші. Медіана віку мешканця становила 46,9 року. На 100 осіб жіночої статі у переписній місцевості припадало 80,2 чоловіків;  на 100 жінок у віці від 18 років та старших — 87,7 чоловіків також старших 18 років.
За межею бідності перебувало 34,5 % осіб, у тому числі 60,4 % дітей у віці до 18 років та 16,0 % осіб у віці 65 років та старших.
Цивільне працевлаштоване населення становило 112 особи. Основні галузі зайнятості: транспорт — 29,5 %, науковці, спеціалісти, менеджери — 25,0 %, виробництво — 14,3 %, освіта, охорона здоров'я та соціальна допомога — 13,4 %.